# Kerivoula smithii
Kerivoula smithii är en fladdermusart som beskrevs av Thomas 1880. Kerivoula smithii ingår i släktet Kerivoula och familjen läderlappar. Inga underarter finns listade i Catalogue of Life. Typexemplaret hittades nära staden Calabar i sydöstra Nigeria.
Artepitetet i det vetenskapliga namnet hedrar forskaren J. A. Smith som var aktiv i Skottland och Afrika.

## Utseende
Arten är med en absolut kroppslängd av 79 till 93 mm, inklusive en 40 till 49 mm lång svans samt med en vikt av 6 till 7 g en liten fladdermus. Den har 30 till 36 mm långa underarmar, en vingspann av 250 till 267 mm och 11 till 15 mm stora öron. Kännetecknande är svansen som nästan hel är inbäddad i svansflyghuden och de trattformiga öronen. I varje käkhalva finns 6 kindtänder och i de övre hörntänderna finns inga rännor. Pälsen på ovansidan består av gråbruna till svartbruna hår med silverfärgade spetsar. Den liknar därför rimfrost i utseende. På undersidan är pälsen lite ljusare med ljusbruna spetsar. Typisk för huvudet är mörkbruna till svartbruna öron med lång tragus, små ögon och en kort nos. Pälsen når på underarmarna vingarna. Vid svansflyghudens kant finns några mjuka hår men ingen kam av borstiga hår. I överkäken har de inre framtänderna två knölar på toppen och de yttre en.

## Utbredning och ekologi
Denna fladdermus förekommer i centrala Afrika från sydöstra Nigeria till Uganda och Kenya. Arten lever i bergstrakter mellan 900 och 2800 meter över havet. Den vistas i olika slags skogar och vilar i trädens håligheter eller i övergivna fågelbon, bland annat av vävare och solfåglar. Exemplar upptäcktes även i stugor. Kanske besökte de byggnaderna av misstag. Andra släktmedlemmar har leddjur utan hård skal som föda. Dräktiga honor med var sin embryo och honor med en unge på ryggen hittades mellan september och december.

## Hot
Arten dokumenteras sällan men hela populationen antas vara stor. IUCN kategoriserar arten globalt som livskraftig.